# 팜 (기업)

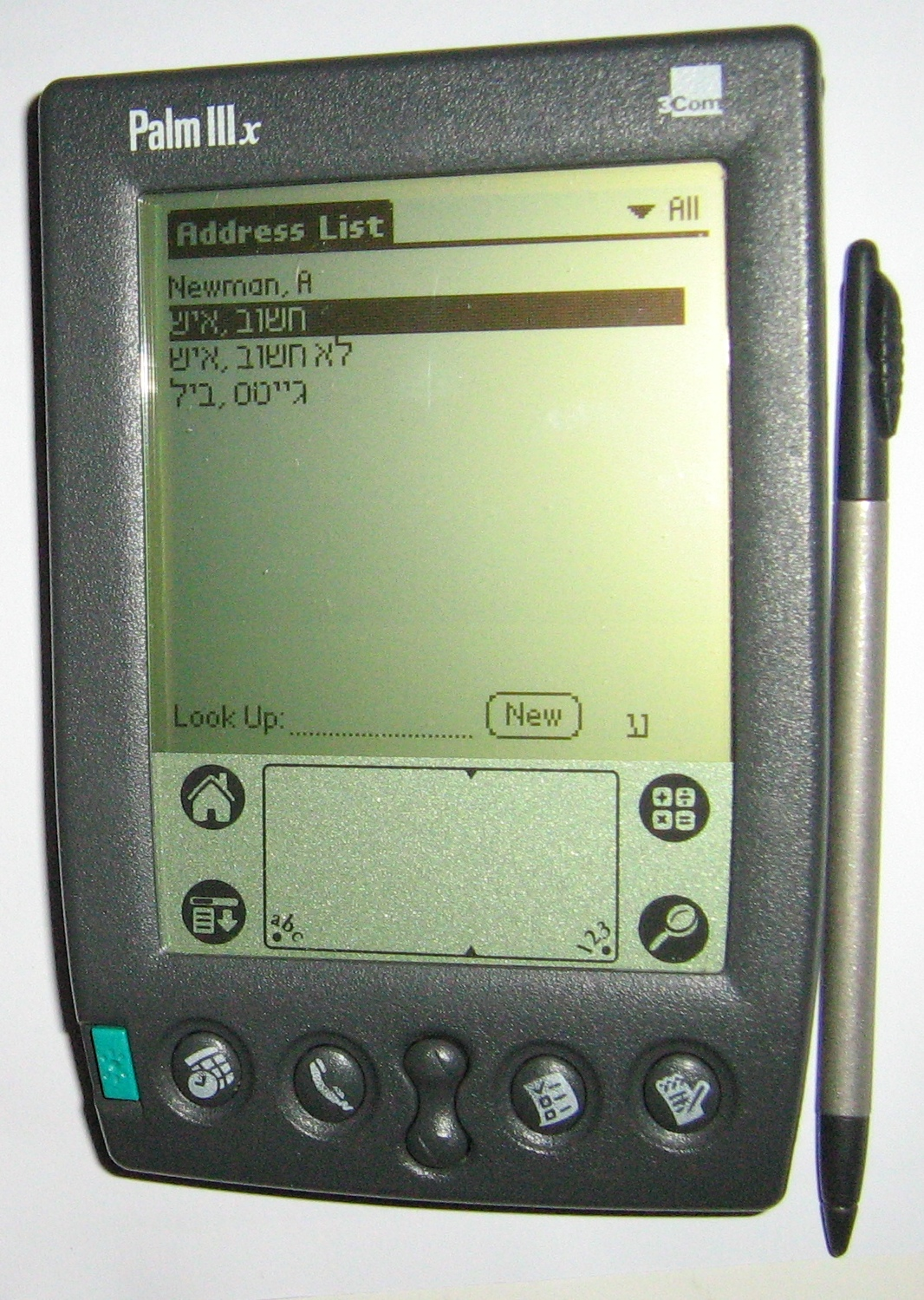

팜(Palm, Inc.)은 캘리포니아 서니베일에 본사를 둔 스마트폰 제조업체이다. 팜 프리와 픽시 모델과 팜 트리오, 팜 센트로 스마트폰과 같은 제품을 맡고 있다. 이전 제품으로는 팜파일럿, 팜 III, 팜 V, 팜 VII, 자이어, 텅스텐이 있다. 오래된 기기들은 팜 OS를 채용하고 있지만 트리오의 네 가지 에디션들은 윈도우 모바일을 구동한다. 2009년 초에 새로운 운영 체제인 webOS가 출시되어, 새로운 기기에서 기존의 팜 OS를 대체하게 되었다.

## 같이 보기
- 팜 (PDA)
- 팜 OS
- 팜소스